# Панісламізм
Панісламі́зм (др.-грецьк. Pan — «все» і араб. Islam — «іслам»)— релігійно-політична доктрина, течія, яка проповідує об'єднання в одній державі всіх народів, що сповідують іслам. Сформувався наприкінці XIX століття.
В основі панісламізму лежать уявлення:
- про духовну єдність мусульман всього світу незалежно від соціальної, національної чи державної власності;
- про необхідність їх політичного об'єднання під владою вищого духовного глави (халіфа).

У той час, як панарабізм пропагує єдність і незалежність арабів незалежно від їх релігії, панісламізм зосереджується на ісламському світі.